# コエキタ!!
『コエキタ!!』は、北海道放送およびMUSIC ON! TVで放送されていたバラエティ番組である。

## 概要
「東京と北海道間をつなぐ」をコンセプトに東京都のアニメ業界の裏側と、北海道の情報を内容の中心として構成している声優バラエティ番組。北海道放送制作によるローカル番組ではなく、製作委員会方式で製作されている（製作委員会の詳細は不明）。
また、ソニー・ミュージックエンタテインメント（以下SME）とアニプレックスのCMがPT扱いで放映されている。
ちなみに、番組タイトルは「声（=声優）が来た。北（=北海道）に来た。」を省略したものであり、オープニングで語られている。

## 出演者
MC
ゴー☆ジャス
瀬口かな（風男塾）
ナレーション
大塚明夫
コーナー「TOKYOアニスポMAP!!」担当
稲葉さゆり - JR中央線担当。
山本彩乃 - 西武池袋線担当。
岩村愛子 - 西武新宿線担当。

## 主なコーナー

### TOKYOアニスポMAP!!
3人の若手声優が西武池袋線、西武新宿線、JR中央線付近に存在する「アニメスポット」（主にアニメ制作会社や関連グッズの制作会社）を調査するコーナー。最後はその場所の写真撮影を行いコーナーが終了する。また、MCのゴー☆ジャスと瀬口が特別に直接出向く回もある。

### テクテクブラリン道
人気声優が北海道の観光名所を旅するコーナー。また、目的地とは別にその近辺へ寄り道をする場合がある。
| 回数        | 旅人         | 訪れた主なスポット                 |
| ----------- | ------------ | ---------------------------------- |
| #1 - #4     | 小林ゆう     | 旭山動物園                         |
| #5 - #8     | 佐藤利奈     | 札幌市中央卸売市場                 |
| #9 - #12    | 五十嵐裕美   | 小樽                               |
| #13 - #16   | 南里侑香     | 富良野、美瑛                       |
| #17 - #21   | 沼倉愛美     | ニセコ                             |
| #22 - #25   | 日高里菜     | 日高地方                           |
| #26 - #29   | ささきのぞみ | 登別伊達時代村、のぼりべつクマ牧場 |
| #30 - #33   | 藤田咲       | 定山渓                             |
| #34 - #37 - | 大原さやか   | 帯広                               |
| #38 -       | MAKO         | 釧路                               |

### アニメ『ロビンくんと100人のお友達』
第1話から1話ずつ放送。全26話のため第27回以降は上記2コーナーの放送時間を拡大している。
- 原作 - PansonWorks
- 監督 - Max Weintraub
- 脚本 - 橋本博行
- 音楽 - 木原健太郎
- 制作プロダクション - SORA
- キャスト - 高垣彩陽、梶裕貴、藤田咲、成田紗矢香ほか

## エンディングテーマ
- 第1回 - 第6回:ClariS「恋磁石」（アルバム『BIRTHDAY』に収録）
- 第7回 - 第16回:平野綾「Sunday」（ミニアルバム『FRAGMENTS』に収録）
- 第17回 - 第22回:藍井エイル「AURORA」（『機動戦士ガンダムAGE』の4thオープニングテーマとしても使用）
- 第23回 - 第32回 :ClariS「ルミナス」（『劇場版 魔法少女まどか☆マギカ [前編] 始まりの物語』のオープニングテーマとしても使用）
- 第33回 - 第36回 :藍井エイル「INNOCENCE」（『ソードアート・オンライン』の2ndオープニングテーマとしても使用）
- 第37回 - :earthmind「ENERGY」（『ビビッドレッド・オペレーション』のオープニングテーマとしても使用）

## スタッフ
- ナレーション：大塚明夫
- 構成：今井一隆、坂田至
- 撮影：Zeta、コスモ・スペース
- キャラクターデザイン：PansonWorks
- 協力：ケイダッシュステージ、サンミュージックプロダクション、マウスプロモーション、フォーチュレスト、アーツビジョン
- AD：川村沙羅
- ディレクター：堀米亮平
- アシスタントプロデューサー：古川奈保子
- プロデューサー：外村敬一、酒井智和、小林基広
- スーパーバイザー：西原史顕（リスアニ!編集部）
- 制作：エンドレス・コミュニケーションズ
- 製作著作：コエキタ!!製作委員会

## 放送日時
| 放送地域 | 放送局       | 放送期間                                            | 放送日時                              | 備考                                          |
| -------- | ------------ | --------------------------------------------------- | ------------------------------------- | --------------------------------------------- |
| 北海道   | 北海道放送   | 2012年4月17日 - 2013年3月26日                       | 火曜 25:56 - 26:26                    | 9月11日、18日放送分は終了後に総集編を放送。   |
| 日本全域 | MUSIC ON! TV | 2012年5月18日 - 2013年3月29日 2013年4月5日・4月12日 | 金曜 23:30 - 24:00 金曜 18:00 - 18:30 | リピート放送あり 放送初期は金曜 24:30 - 25:00 |